# Гошен (Индијана)
Гошен (енгл. Goshen) град је у америчкој савезној држави Индијана.

## Демографија
По попису из 2010. године број становника је 31.719, што је 2.336 (8,0%) становника више него 2000. године.
| Група             | 2000.          | 2010.          |
| Белци             | 22.525 (76,7%) | 21.140 (66,6%) |
| Афроамериканци    | 449 (1,5%)     | 815 (2,6%)     |
| Азијати           | 324 (1,1%)     | 381 (1,2%)     |
| Хиспаноамериканци | 5.679 (19,3%)  | 8.903 (28,1%)  |
| Укупно            | 29.383         | 31.719         |